# Ким Юсон (фигуристка)
Ким Юсо́н (кор. 김유성; род. 12 июня 2009, Сеул, Республика Корея) — южнокорейская фигуристка, выступающая в одиночном катании. Член сборной Республики Корея, сестра-близнец фигуристки Ким Юджэ. Владеет тройным акселем, который считается одним из самых сложных прыжков в фигурном катании.

## Биография
Начала заниматься фигурным катанием в 2019 году. Ранее тренировалась под руководством Чхве Хёнгён. Впоследствии перешла к Чи Хёнджон и Ким Джинсо.
В 2023 году впервые выступила на турнирах юниорской серии Гран-при. В августе она стала участницей этапа в Таиланде. 14-летняя Ким представила чистую короткую программу. В произвольной программе под композицию «Взлетающий жаворонок» она прыгнула тройной аксель, пять чистых тройных прыжков, на двух прыжках допустила помарки. Она выиграла произвольную, но по сумме баллов стала второй вслед за японкой Ами Накаи, уступив ей менее одного балла.
Затем Ким отправилась в Венгрию, где завоевала второе серебро. Она занимала шестое место после короткой программы, но поднялась на второе место в общем зачёте благодаря произвольной. В отличие от турнира в Таиланде, в Венгрии она упала при попытке исполнения тройного акселя. Победительницей соревнований оказалась кореянка Син Джиа.
Благодаря двум серебряным медалям, завоёванным на этапах юниорского Гран-при, Ким прошла в финальный турнир. В финале, который состоялся в декабре в Китае, участвовали шесть фигуристок-юниорок. Ким шла пятой после первого дня соревнований. В произвольном прокате она выполнила тройной аксель и поднялась на одну строчку, финишировав четвёртой. После она рассказала, что выучила тройной аксель в прошлом году, а теперь уже в пятый раз успешно выполнила его на соревнования.
В январе 2024 года заняла четвёртое место чемпионата Республики Корея. Её сестра-близнец Ким Юджэ стала пятой. В том же месяце сёстры вошли в состав сборной Республики Корея.

## Результаты
| Соревнования                | 22/23                       | 23/24                       |
| Международные среди юниоров | Международные среди юниоров | Международные среди юниоров |
| --------------------------- | --------------------------- | --------------------------- |
| Олимпийские игры            |                             | 4                           |
| Финал Гран-при              |                             | 4                           |
| Гран-при Венгрии            |                             | 2                           |
| Гран-при Таиланда           |                             | 2                           |
| Мемориал Дениса Тена        | 2                           |                             |
| Национальные                |                             |                             |
| Чемпионат Республики Корея  |                             | 4                           |
| Чемпионат РК среди юниоров  | 1                           |                             |